# 北朝鮮によるミサイル発射実験 (2019年)
2019年の北朝鮮によるミサイル発射実験（きたちょうせんによるミサイルはっしゃじっけん）では、朝鮮民主主義人民共和国（北朝鮮）によって2019年に発射された弾道ミサイルやロケット弾などの飛翔体について記述する。この年は13回に及んだ。北朝鮮は日本海および黄海に面しているが、黄海に向けての飛翔体発射は一度もなく全ての飛翔体が日本海に向けて発射された。

## 発射日時

### 4月
- 4月18日に戦術誘導兵器を発射[1]。

### 5月
- 5月4日に短距離弾道ミサイルイスカンデルを発射[2]。米軍と韓国軍によるミサイルのコード名はKN-23[3]。
- 5月9日に短距離弾道ミサイルイスカンデル2発を発射[4]。

### 7月
- 7月25日に短距離弾道ミサイルを発射[5]。
- 7月31日に弾道ミサイル2発を発射[6]。

### 8月
- 8月2日に短距離弾道ミサイル2発を発射[7]。
- 8月6日に短距離弾道ミサイル2発を発射[8]。
- 8月10日に短距離弾道ミサイル2発を発射[9]。米軍と韓国軍のコード名はKN-24[10]。
- 8月16日にMGM-140 ATACMSに酷似した短距離弾道ミサイル2発を発射[11]。
- 8月24日に大型ロケット弾2発発射[12]。米軍と韓国軍のコード名はKN-25[13]。

### 9月
- 9月10日に大型ロケット弾2発発射[14]。

### 10月
- 10月2日に潜水艦から弾道ミサイルを発射し、島根県沖の排他的経済水域に落下した[15]。
- 10月31日に短距離弾道ミサイル2発発射[16]。

### 11月
- 11月28日に大型ロケット弾を2発発射[17]。